# Josep Solanes Vilaprenyó
Josep Solanes Vilaprenyó (Pla de Santa Maria, 1909 - Veneçuela 1991) va ser un metge psiquiatre català.
Llicenciat a la Universitat de Barcelona l'any 1932, mentre estudiava va col·laborar a la revista “helix” (en minúscules) que va sortir el 1929, vinculada als moviments d'avantguarda i surrealistes i dirigida per Joan Ramon Masoliver. Interessat per la psiquiatria, va ser deixeble del professor Emili Mira. Va treballar a l'Institut Pere Mata, el manicomi de Reus. A Reus va col·laborar amb articles sobre la seva especialitat a la revista Fulls clínics, una revista professional on els metges reusencs explicaven experiències pròpies del seu lloc de treball i tècniques i opinions recollides en congressos o en lectures de revistes estrangeres.
A la Guerra civil va ser capità-metge dels Serveis Psiquiàtrics del IV Cos de l'Exèrcit de la República. En la derrota, va marxar a França i va fer cap a Cotlliure des d'on es va poder desplaçar a Tolosa on, entre 1939 i 1944 va revalidar els seus estudis universitaris. A l'exili va col·laborar a Quaderns de Perpinyà i a la Revista de Catalunya quan s'editava a París. Després va treballar a l'Hospital Psiquiàtric de Rodez on hi havia de director el doctor Ferdière i on va tenir com a pacient a Antonin Artaud. Acabada la Segona Guerra Mundial va marxar a París i va treballar als centres psiquiàtrics de Sainte Anne amb els professors P. Giraud i E. Minkowski. Va participar en els Jocs Florals de la Llengua Catalana celebrats a Londres el 1947 i a París el 1948, on van premiar-li alguns assaigs presentats. El 1949 va marxar a Veneçuela contractat pel Ministeri de Sanitat per ocupar la direcció de les Colònies psiquiàtriques d'Anare, a l'Estat de Vargas. El 1952 va ser nomenat director de la Colonia psiquiàtrica de la Bárbula a Valencia, a Veneçuela. El 1960 va ocupar la càtedra de Psiquiatria de la Universitat de Carabobo. Va ser president de la Societat Veneçolana de Psiquiatria. L'any 1989 va ser nomenat membre corresponent de la Reial Acadèmia de Medicina de Barcelona.
Una de les seves publicacions més conegudes va ser la seva tesi doctoral desenvolupada a Tolosa, a França, els anys 1977-1978, amb el títol de "Les noms de l'éxil et l'espace de l'émigration" on revisava els efectes psicològics de l'exili, i on hi va incloure experiències pròpies.